# Les Âmes fortes (film)
Pour le roman, voir Les Âmes fortes.
Pour plus de détails, voir Fiche technique et Distribution.
Les Âmes fortes est un  film français réalisé par Raoul Ruiz, sorti en 2001. C'est une adaptation du roman homonyme de Jean Giono.

## Synopsis
Le récit de la vie d'une femme, Thérèse, qui se prend d'amitié et de fascination mutuelle avec une autre femme, Mme Numance. Mais Firmin, le mari de Thérèse, va troubler cette relation unique. Mme Numance vient à disparaître laissant Thérèse désespérée.

## Fiche technique
- Titre : Les Âmes fortes
- Réalisation : Raoul Ruiz
- Scénario : Alexandre Astruc, Mitchell Hooper, Alain Majani D'Inguimbert et Eric Neuhoff, adapté du roman Les Âmes fortes de Jean Giono
- Production : Dimitri de Clercq, Marc de Lassus Saint-Geniès et Alain Majani d'Inguimbert
- Coproducteur : Jacques de Clercq
- Musique : Jorge Arriagada
- Photographie : Éric Gautier
- Montage : Béatrice Clérico et Valeria Sarmiento
- Décors : Bruno Beaugé
- Costumes : Marielle Robaut
- Pays :  France /  Belgique /  Suisse
- Format : couleur
- Date de sortie : 
  - France : 20 mai 2001 (Première au Festival de Cannes)
  - France : 22 mai 2001
  - Belgique : 23 mai 2001
  - Suisse : 23 mai 2001

## Distribution
- Laetitia Casta : Thérèse
- Frédéric Diefenthal : Firmin
- Arielle Dombasle : Madame Numance
- John Malkovich : Monsieur Numance
- Charles Berling : Reveillard
- Johan Leysen : Rampal
- Nathalie Boutefeu : Charlotte
- Monique Mélinand : Thérèse âgée
- Édith Scob : la première femme à la veillée
- Christian Vadim : le pasteur